# Gábor Zombori
Gábor Zombori, född 8 oktober 2002 i Szolnok, är en ungersk simmare.

## Karriär
Vid EM 2024 i Belgrad tog Zombori brons på 400 meter medley.